# Serrasalmus auriventris
Serrasalmus auriventris, von Hermann Burmeister im Jahr 1861 als Serrasalmo auriventris erstbeschrieben, ist ein Nomen dubium. Der Holotypus ist verschollen und die Beschreibung reicht für eine eindeutige Zuordnung nicht aus. Serrasalmus auriventris wird jedoch als gültige Art der Gattung Serrasalmus angesehen.

## Beschreibung
Das von Burmeister beschriebene Exemplar war „handgroß“, 15,2 cm lang, 10,2 cm hoch und seitlich stark abgeflacht. Die Farbe am Rücken war bleigrau, am Bauch goldgelb. Die weißen Seiten gingen allmählich in diese Farben über. Schwanzflosse (Caudale) und Rückenflosse (Dorsale) waren grau, die Schwanzflosse schwarz gesäumt. Der Rand der gelben Afterflosse (Anale) war ebenfalls schwarz, Brustflosse (Pectorale) und Bauchflosse (Ventrale) waren gelb. Die Schuppen waren klein. Die Schwanzflosse beschrieb er mit 24 Flossenstrahlen und je 3 Stachelstrahlen am oberen und unteren Rand der Flossenlappen. Die Stachelstrahlen der Afterflosse (Anale) bezeichnete er als dick. Die 12 Zähne des Oberkiefers waren dreieckig, scharf und spitz, auf den Gaumen befanden sich jeweils 6 kleinere Zähne. Der Unterkiefer war mit 14 großen dreieckigen, spitzen Zähnen besetzt. Die dicke fleischige Zunge und die Kiemenbögen waren zahnlos. In der Branchiostegalmembran befanden sich 6 Strahlen. Die Bauchkante beschrieb er als fein, aber scharf sägeartig gezackt.
- Flossenformel: D II/15, A III/33, P 18, V 6

## Verbreitung
Serrasalmus auriventris kommt in Argentinien im Río Paraná vor. Burmeister gab als Terra typica „im Río Paraná, bei der Quinta“ an. Quinta war eine kleine Farm westlich der Stadt Paraná am rechten Ufer des Río Paraná.

## Lebensraum und Lebensweise
Über Habitat und Lebensweise von Serrasalmus auriventris ist nichts bekannt.